# Nino Churzidse
Nino Churzidse (georgisch ნინო ხურციძე; * 28. September 1975 in Tiflis, Georgische SSR, UdSSR; † 22. April 2018 in Tiflis, Georgien) war eine georgische Schachspielerin. Beim Deutschen Schachbund und dem Weltschachverband FIDE wird ihr Nachname nach der englischen Transkription Khurtsidze geschrieben. Sie trug die Titel Großmeister der Frauen (WGM) seit 1993 und Internationaler Meister (IM) seit 1999.

## Leben
Churzidse lebte in der georgischen Hauptstadt Tiflis. Sie hatte einen Abschluss in Journalistik von der Staatlichen Universität Tiflis. Trainiert wurde sie vom russischen GM Konstantin Assejew. Nachdem 2017 Krebs bei ihr diagnostiziert worden war, erlag sie am 22. April 2018 den Folgen der Krankheit.

## Erfolge
Im Jahre 1991 gewann Churzidse in Guarapuava die U16-Weltmeisterschaft der Mädchen. Im Jahre 1992 wurde sie in Hradec Králové U20-Europameisterin der Mädchen und bei der U18-Weltmeisterschaft der weiblichen Jugend in Duisburg Zweite. Ihr größter Erfolg war der Gewinn der U20-Juniorinnenweltmeisterschaft 1993 in Kozhikode, die sie erneut 1995 in Halle (Saale) gewinnen konnte. 1994 in Matinhos war sie Zweite geworden. 
Churzidse gewann 1998 die georgische Einzelmeisterschaft. Die georgische Fraueneinzelmeisterschaft konnte sie insgesamt fünfmal gewinnen, und zwar in den Jahren 1989, 1993, 2005, 2006 und 2013.  
1998 gewann sie die Frauenweltmeisterschaft des Hochschulverbandes FISU in Rotterdam. Im Jahr 2006 gewann sie die Internationale Ungarische Meisterschaft in Szeged. Bei der Schachweltmeisterschaft der Frauen 2017 schied sie erst im Achtelfinale gegen Antoaneta Stefanowa aus.
2007 lag sie auf dem zweiten Platz der georgischen Elo-Rangliste der Frauen.

## Mannschaftsschach

### Nationalmannschaft
Nino Churzidse nahm mit Georgien an den Schacholympiaden der Frauen 1998, 2000, 2002, 2006 und 2012 teil. Am erfolgreichsten war sie 2000, als sie mit der Mannschaft den zweiten Platz belegte und gleichzeitig sowohl das beste Einzelergebnis am dritten Brett erzielte als auch die drittbeste Elo-Leistung aller Teilnehmerinnen erreichte. Churzidse nahm 1997 an der Mannschaftsweltmeisterschaft sowie 2007, 2011 und 2013 an den Mannschaftsweltmeisterschaften der Frauen teil. An den Mannschaftseuropameisterschaften der Frauen nahm Churzidse insgesamt siebenmal zwischen 1999 und 2013 teil. Die besten Ergebnisse waren zwei zweite Plätze mit der Mannschaft 2005 und 2009 sowie ein zweiter Platz in der Einzelwertung am vierten Brett 2011.

### Vereine
Vereinsschach spielte sie in der georgischen (für Merani Tiflis, Samaia Tiflis und Rustawi), türkischen (für den Denizli Erbakir SK) und armenischen (für Mika Jerewan, mit denen sie 2005 die armenische Mannschaftsmeisterschaft gewann) 1. Liga. In Serbien spielte sie erst für BAS Belgrad und später für den Belgrader Vorortverein Agrouniversal Zemun. In Deutschland spielte sie für den SC Baden-Oos, mit dem sie 2003, 2004 und 2005 die Frauenbundesliga gewann.
Sie gewann den European Club Cup der Frauen 1996 mit Merani Tiflis, 2001 mit Agrouniversal Zemun und 2006 mit Mika Jerewan. 2006 in Fügen erhielt sie darüber hinaus eine individuelle Goldmedaille für ihr Ergebnis von 6 Punkten aus 7 Partien am dritten Brett bei einer Elo-Leistung von 2671.

## Partiebeispiel
|   | a | b | c | d | e | f | g | h |   |
| 8 |   |   |   |   |   |   |   |   | 8 |
| 7 |   |   |   |   |   |   |   |   | 7 |
| 6 |   |   |   |   |   |   |   |   | 6 |
| 5 |   |   |   |   |   |   |   |   | 5 |
| 4 |   |   |   |   |   |   |   |   | 4 |
| 3 |   |   |   |   |   |   |   |   | 3 |
| 2 |   |   |   |   |   |   |   |   | 2 |
| 1 |   |   |   |   |   |   |   |   | 1 |
|   | a | b | c | d | e | f | g | h |   |

Beim European Club Cup der Frauen 2010 in Plowdiw bekam die für Mika Jerewan spielende Armenierin Lilit Mkrttschjan zwar eine Silbermedaille als zweitbeste Spielerin des Turniers mit 5 Punkten aus 7 Partien, verlor jedoch in der dritten Runde gegen die für Samaia Tiflis spielende Nino Churzidse, welche sie mit einigen Kombinationen überraschte.
Nino Churzidse – Lilit Mkrttschjan 1:0
European Club Cup (Women), Plowdiw 2010
Halbslawische Verteidigung, ECO-Schlüssel D47
1. d4 Sf6 2. c4 e6 3. Sf3 d5 4. Sc3 c6 5. e3 Sbd7 6. Ld3 dxc4 7. Lxc4 b5 8. Ld3 Ld6 9. e4 e5 10. Lg5 h6 11. Lh4 a6 12. 0–0 exd4 13. Sxd4 Dc7 14. Tc1 Lxh2+ 15. Kh1 Lf4 16. Sd5 Sxd5 17. Txc6 Db8 18. Te6+ Kf8 19. exd5 fxe6 20. Sxe6+ Kg8 21. Dh5 Dd6 22. Dg6 Le5 23. f4 Lxb2 24. f5 Sf8 25. Sxf8 Dxf8 26. f6 Df7 27. fxg7 Dxg6 28. gxh8=D+ Kxh8 29. Lxg6 Lg4 30. d6 Kg7 31. Le4 Tb8 32. Ld5 Le5 33. d7 Lxd7 34. Tf7+ Kg6 35. Txd7 Tc8 36. g3 Tc3 37. Kg2 Tc2+ 38. Kh3 Te2 39. Ta7 1:0